# 팻 마스트로이안니

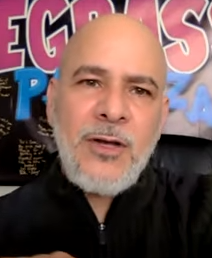

팻 마스트로이안니(Pat Mastroianni, 1971년 12월 22일 ~ )는 캐나다의 배우, 영화배우, 텔레비전 배우이다.
토론토에서 태어났다.

## 영화
- 언럭키 (2011년) - 프레도 역
- 샤페이의 멋진 모험 (2011년) - 제리 테일러 역
- 고질라 (1998년)
- 지나의 자유시대 (1994년)
- 드그래시 하이 (1987년)